# ۸۱۳ (خورشیدی)
۸۱۳ هشتصد و سیزدهمین سال هجری خورشیدی است.